# Marino Dusić
| (11706) Rijeka                      | 20. April 1998 |
| (12512) Split                       | 21. April 1998 |
| - alle zusammen mit Korado Korlević |                |

Marino Dusić ist ein kroatischer Astronom aus Višnjan.
Er studierte Informatik an der Universität Ljubljana. 1998 entdeckte er zusammen mit Korado Korlević am Observatorium Višnjan in Kroatien zwei Asteroiden.